# Jiří Raška
Jiří Raška (4. února 1941 Frenštát pod Radhoštěm – 20. ledna 2012 Nový Jičín) byl český skokan na lyžích, olympijský vítěz a český lyžař století.

## Život
Když bylo Jiřímu Raškovi devět let, jeho otec zemřel na leukemii, a matka tak musela následně sama vychovávat čtyři děti. Raškova záliba v zimních sportech nebyla překvapivá; sám uvedl, že „u nás se říkalo, že se tam děti rodí s lyžema na nohou.“ Bratranec a strýc, aktivní skokani, ho přivedli k jeho budoucí hvězdné disciplíně. Raška ovšem pěstoval i řadu jiných sportů (od fotbalu přes cyklistiku po házenou).
Jako mladý skokan se dostal do skupiny kolem trenéra Zdeňka Remsy, jíž se říkalo Remsa Boys. Když hrozilo, že Raškovu kariéru zbrzdí vojenská služba na Šumavě, nechal jej převelet do vojenského klubu Dukla Liberec. Právě od Remsy pochází Raškova přezdívka „Franta“, neboť poznamenal, že jeho svěřenec má chůzi jako skokan František Felix. V roce 1964 odjel Raška na ZOH do Innsbrucku, ale plnil pouze roli náhradníka. Sledoval zde boj Josefa Matouše, který po prvním kole vedl a mohl se stát prvním českým vítězem na zimních olympijských hrách, ale nakonec skončil bez medaile.
Díky čtvrtému místu na MS 1966 a druhé příčce na Intersport turné o rok později odjížděl na ZOH 1968 v Grenoblu jako jeden z favoritů. Sám doufal v umístění do pátého místa a i desátou příčku by nepovažoval za zklamání. Spisovatel Ota Pavel popsal jeho skok v závodě na středním můstku takto: „Byl to nádherný let v nekonečném tichu, který trval kratičký lidský věk. Malíř a redaktor Ota Mašek skoro omdlel, fotoreportér Jarda Skála přestal fotografovat. Trenér Remsa si omýval obličej sněhem a písklavý skokan Nor Wirkola přestal pískat.“ Raška skočil 79 metrů, což sice bylo o metr méně než v případě Rakušana Baldura Preimla, avšak díky lepšímu stylu po prvním kole vedl. Při druhém skoku netrefil odraz a přidal jen 72,5 metru, ale prvenství uhájil a stal se tak prvním českým vítězem na ZOH v historii. K tomu přidal stříbro z velkého můstku, kde jej porazil pouze Rus Vladimir Bělousov. Za vítězství na olympiádě dostal tajně deset tisíc korun a televizor. Nabízený automobil Škoda 1000 MB nesměl jako olympijský amatér přijmout, a tak rok jezdil s továrním číslem a poté „embéčko“ se slevou koupil.
Týž rok dokázal vyhrát šest závodů v řadě. Na mistrovství světa ve Vysokých Tatrách na něj přišlo sto tisíc diváků. Obsadil druhou příčku na velkém a osmou příčku na středním můstku. Byl také signatářem manifestu Dva tisíce slov.
V roce 1969 se na jeden den stal i světovým rekordmanem. Na novém můstku v Planici skočil 164 metrů a o čtyři metry tak překonal den starý rekord svého velkého soka, Nora Bjørna Wirkoly. Nicméně hned následující den mu rekord vzal Manfred Wolf (165 m) z NDR. Další Raškovy úspěchy čítají stříbro na MS na velkém můstku v roce 1970, vítězství v Intersport turné rok poté a bronz na historicky prvním MS v letech na lyžích. Startoval také na ZOH 1972 v Sapporu, kde skončil pátý na středním můstku a desátý na velkém můstku.
V roce 1974 vyšel Otou Pavlem převyprávěný životopis Jiřího Rašky pod názvem Pohádka o Raškovi.
Od roku 1974 působil jako trenér a z počátku i souběžně skákal. Uvedl: „Řekl jsem si, že skončím okamžitě, jakmile mě porazí první junior.“ Učinil tak v roce 1976 poté, co ho porazil František Novák. Skokanské lyže naposledy obul při závodě veteránů v roce 1979.
V letech 1994–1996 byl společně s Medalem a poté Malcem trenérem české reprezentace. V devadesátých letech působil i jako trenér české reprezentace, mládeže a místopředseda Svazu lyžařů ČR. V anketě svazu byl zvolen českým lyžařem století, od Českého klubu fair play dostal za rok 2005 hlavní cenu za celoživotní činnost. Dne 28. října 2011 mu prezident České republiky Václav Klaus udělil medaili Za zásluhy.
Raška zemřel po dlouhé nemoci 20. ledna 2012. Dne 28. září téhož roku byly jeho ostatky uloženy na Valašském Slavíně v areálu Valašského muzea v přírodě v Rožnově pod Radhoštěm.

## Rodina
Jeho bratrem byl Zdeněk Raška, nestor leteckého modelářství, konstruktér, aktivní přispěvatel do modelářských časopisů a propagátor nejen historických modelů.
Skokům na lyžích se věnovali i jeho vnuci Jan a Jiří Mazochovi.